# 301-й военный госпиталь НОАК
301-й военный госпиталь НОАК (кит. 三〇一医院), также известный как Главный госпиталь НОАК (кит. 中国人民解放军总医院) и Медицинский институт последипломной практики НОАК (кит. 中国人民解放军医学院) — военный госпиталь в Пекине, подчиняющийся Управлению логистики Центрального военного совета КНР; крупнейший военный госпиталь Народно-освободительной армии Китая, где проходят лечение не только военнослужащие НОАК, но и высшее военно-политическое руководство страны.

## История
Больница была открыта в октябре 1953 года, она располагается в западной части 4-й Пекинской кольцевой автодороги. Это было второе медицинское учреждение, связанное с деятельностью Пекинского объединённого медицинского колледжа — больница непосредственно подчинялась военному совету при ЦК КПК. С июля 1954 года называлась 301-м военным госпиталем НОАК, в июне 1957 года Министерством национальной обороны переименована в Главный госпиталь НОАК.
При поддержке руководства госпиталя в том же здании в ноябре 1958 года был открыт Медицинский институт последипломной практики НОАК, прекративший работу в 1962 году и восстановленный в июне 1979 года с одобрения военной комиссии. В сентябре 1986 года 301-й военный госпиталь НОАК был включён в число военных университетов Китая. В 2004 году в НОАК прошло переименование больниц: так 304-й и 309-й военные госпитали стали сначала 304-м и 309-м клиническими филиалам, а потом и 1-м и 2-м военными госпиталями НОАК соответственно. Вследствие этого 301-й военный госпиталь стал Главным госпиталем НОАК.
Медицинский институт последипломной практики (Медицинский институт НОАК с 2012 года) считается одним из первых медицинских образовательных учреждений, которые имеют лицензию Комитета по присуждению учёных степеней Государственного совета КНР на присуждение степеней магистров и докторов медицинских наук, а также подготовку медицинских сотрудников при госпиталях университета Цинхуа и Нанькайского университета. В университете работают 122 научных руководителя программ докторантуры и 212 руководителей программ магистратуры, два исследовательских центра аспирантуры. Программа магистратуры включает в себя 39 дисциплин, программа докторантуры — 35 дисциплин. Ежегодно выпускаются около 300 магистров медицины, 1000 человек ежегодно продолжают обучение. Медицинский институт НОАК благодаря этим данным по праву считается одним из элитных высших медицинских учебных заведений Китая.

## Руководители
- Цзинь Лайчуань (август 1970 — октябрь 1971)
- Лю Сюаньтин (декабрь 1971 — май 1978)
- Ли Цихуа (май 1978 — апрель 1984)
- Лю Сюаньтин (апрель 1984 — октябрь 1986)
- Генерал-майор Лян Гочжан (октябрь 1986 — декабрь 1989)
- Генерал-майор Ляо Вэньхай[кит.] (декабрь 1989 — август 1995)
- Генерал-майор Чжу Сицзюнь (август 1995 — июль 2004)
- Генерал-майор Цинь Иньхэ[кит.] (июль 2004 — июль 2009; с декабря 2007 заместитель главы Управления логистики Центрального военного совета КНР)
- Генерал-майор Ли Сючжан[кит.] (июль 2009 — декабрь 2014)
- Генерал-майор Жэнь Гоцюань[кит.] (с марта 2015)[2]